# Centrosema kermesii
Centrosema kermesii är en ärtväxtart som beskrevs av Arturo Erhardo Erardo Burkart. Centrosema kermesii ingår i släktet Centrosema och familjen ärtväxter. Inga underarter finns listade i Catalogue of Life.